# Bandama
Bandama är en av Elfenbenskustens fyra stora floder. Den rinner huvudsakligen söderut genom mitten av landet. Det övre loppet, Vita Bandama (franska: Bandama blanc), möter Röda Bandama nedströms Kossou och bildar den egentliga Bandama. Vid Kossou ligger dammen Barrage de Kossou som bildar reservoaren Lac de Kossou. Floden mynnar via Lagune Tagba i Guineabukten.